# Coupe de France masculine de handball 2017-2018
Navigation
Coupe de France 2016-2017 Coupe de France 2018-2019
La Coupe de France masculine de handball 2017-2018 est la 35e édition de la compétition. Il s'agit d'une épreuve à élimination directe mettant aux prises des clubs de handball amateur et professionnel affiliés à la Fédération française de handball. 
Le tenant du titre est le Handball Club de Nantes, vainqueur pour la première fois de son histoire la saison précédente face au Montpellier Handball.
Les finales (départementale, régionale et nationale) ont eu lieu le 5 mai 2018 à l'AccorHotels Arena de Paris.
Le Paris Saint-Germain remporte son quatrième titre dans la compétition en disposant en finale de l'USAM Nîmes Gard 32 à 26.

## Déroulement de la compétition
La compétition, réservée aux équipes premières des clubs évoluant dans les divisions nationales, se déroule sur onze tours dont la finale à Paris. Les clubs de Nationale 3 commencent dès le tour préliminaire alors que ceux de Starligue entrent lors des seizièmes de finale.
| Nom               | Tirage au sort                                                                        | Matchs                           | Qualifiés | Entrants                      | Exempts |
| ----------------- | ------------------------------------------------------------------------------------- | -------------------------------- | --------- | ----------------------------- | ------- |
| Tour préliminaire | par secteur géographique                                                              | du 31 août au 6 septembre 2017   | -         | 28 Nationale 3                | 60      |
| 1er tour          | par secteur géographique                                                              | 9 et 10 septembre 2017           | 14        | 60 Nationale 3 54 Nationale 2 | 1       |
| 2e tour           | par secteur géographique                                                              | 30 septembre et 1er octobre 2017 | 63        | 1 Nationale 2                 | -       |
| 3e tour           | par secteur géographique                                                              | 13 au 15 octobre 2017            | 32        | -                             | -       |
| 4e tour           | par secteur géographique                                                              | 27 et 28 octobre 2017            | 16        | 28 Nationale 1                | -       |
| 32es de finale    | par secteur géographique, les clubs entrants se déplacent et ne peuvent se rencontrer | 18 et 19 novembre 2017           | 22        | 14 Proligue                   | -       |
| 16es de finale    | par secteur géographique, les clubs entrants se déplacent et ne peuvent se rencontrer | 15 au 17 décembre 2017           | 18        | 14 Starligue                  | -       |
| 8es de finale     | intégral                                                                              | 7 et 8 février 2018              | 16        | -                             | -       |
| Quarts de finale  | intégral                                                                              | 10 et 11 mars 2018               | 8         | -                             | -       |
| Demi-finales      | intégral                                                                              | 14 avril 2018                    | 4         | -                             | -       |
| Finale            | intégral                                                                              | 5 mai 2018                       | 2         | -                             | -       |

### Déroulement des rencontres
Un match se déroule en deux mi-temps de 30 minutes entrecoupées d'un temps de repos de 15 minutes. En cas d’égalité à la fin du temps réglementaire on effectue une épreuve des tirs au but. Les équipes peuvent inscrire jusqu'à 14 joueurs sur la feuille de match.

### Diffusion TV
Jusqu'ici diffusées sur beIN Sports, les droits TV des Coupes de France masculines et féminines ont été acquis en décembre 2017 par la chaîne L'Équipe qui diffusera des matchs des 2 coupes à compter des huitièmes de finale en février 2018.

## Résultats détaillés

### Premiers tours

#### Tour préliminaire
| Date              | Club recevant                  | Division | Score   | Club visiteur                | Division |
| ----------------- | ------------------------------ | -------- | ------- | ---------------------------- | -------- |
| 02 septembre 2017 | Eysines Handball Club          | Nat.3    | 29 - 27 | Aunis HB La Rochelle-Périgny | Nat.3    |
| 02 septembre 2017 | Pana Loisirs HB                | Nat.3    | 29 - 32 | Niort HB Souchéen            | Nat.3    |
| 03 septembre 2017 | Rouen 76 Université HB         | Nat.3    | 28 - 24 | Bois-Colombes SHB            | Nat.3    |
| 05 septembre 2017 | Entente du Thelle              | Nat.3    | 30 - 21 | Marolles HB                  | Nat.3    |
| 03 septembre 2017 | Plaisir Handball Club          | Nat.3    | 27 - 29 | Issy Handball                | Nat.3    |
| 02 septembre 2017 | Montfermeil Handball           | Nat.3    | 25 - 17 | CSM Puteaux HB               | Nat.3    |
| 02 septembre 2017 | Molsheim                       | Nat.3    | 33 - 29 | Entente Amneville/Rombas     | Nat.3    |
| 02 septembre 2017 | Chaville Handball              | Nat.3    | 27 - 30 | Le Chesnay Yvelines HB       | Nat.3    |
| 02 septembre 2017 | Saint-Pryvé/Olivet HB          | Nat.3    | 31 - 23 | CSM Sully-sur-Loire HB       | Nat.3    |
| 01 septembre 2017 | Les Olonnes VHB/SEC Olonne HB  | Nat.3    | 35 - 24 | ES Segré Haut Anjou          | Nat.3    |
| 03 septembre 2017 | HBC Cournon-d'Auvergne         | Nat.3    | 31 - 32 | Handball Club des Volcans    | Nat.3    |
| 02 septembre 2017 | Firminy Vallée de l'Ondaine HB | Nat.3    | 22 - 34 | Saint-Priest HB              | Nat.3    |
| 01 septembre 2017 | HBC de Teyran                  | Nat.3    | 29 - 26 | Olympique Grand Avignon HB   | Nat.3    |
| 01 septembre 2017 | Miramas HB Ouest Provence      | Nat.3    | 30 - 23 | Hyères OSHB                  | Nat.3    |

#### Premier tour
Les clubs de Nationale 2 entrent dans ce tour
| Date              | Club recevant                                    | Division | Score   | Club visiteur                         | Division |
| ----------------- | ------------------------------------------------ | -------- | ------- | ------------------------------------- | -------- |
| 09 septembre 2017 | Handball Club Espalion                           | Nat.3    | 26 - 34 | ROC Aveyron HB                        | Nat.2    |
| 09 septembre 2017 | Entente TUC Balma HB                             | Nat.3    | 28 - 33 | AS L'Union Handball                   | Nat.2    |
| 09 septembre 2017 | Tournefeuille Handball                           | Nat.3    | 24 - 25 | Asson Sports                          | Nat.2    |
| 09 septembre 2017 | Stade Pessacais Union CHB                        | Nat.3    | 24 - 27 | Entente Territoire Charente HB        | Nat.2    |
| 09 septembre 2017 | HBC Libourne                                     | Nat.3    | 29 - 28 | Lormont HB Hauts de Garonne           | Nat.2    |
| 09 septembre 2017 | Irisartarrak HB                                  | Nat.2    | 26 - 33 | ASPOM Bègles handball                 | Nat.2    |
| 08 septembre 2017 | Orthez Handball                                  | Nat.3    | 29 - 30 | Zibero Sports Tardets                 | Nat.2    |
| 10 septembre 2017 | Saint-Renan Guilers HB                           | Nat.3    | 23 - 28 | AL Loudéac HB                         | Nat.2    |
| 09 septembre 2017 | Morlaix/Plougonven HB                            | Nat.3    | 25 - 30 | Hennebont-Lochrist HB                 | Nat.2    |
| 09 septembre 2017 | Jeanne d'Arc Bruz                                | Nat.3    | 27 - 29 | Saint-Nazaire Handball                | Nat.2    |
| 09 septembre 2017 | OHB Sainte-Gemmes-sur-Loire                      | Nat.3    | 30 - 22 | Pouzauges Vendée Handball             | Nat.2    |
| 09 septembre 2017 | CJF Saint-Malo HB                                | Nat.3    | 19 - 20 | PL Granville HB                       | Nat.2    |
| 09 septembre 2017 | Villemomble Handball                             | Nat.2    | 21 - 25 | Savigny HB 91                         | Nat.2    |
| 09 septembre 2017 | HBC Serris Val d'Europe                          | Nat.2    | 25 - 27 | ASA Maisons-Alfort HB                 | Nat.3    |
| 10 septembre 2017 | Morsang-Fleury HB                                | Nat.2    | 25 - 32 | Compiègne HBC                         | Nat.2    |
| 09 septembre 2017 | AS Saint-Mandé HB                                | Nat.3    | 19 - 33 | Livry-Gargan handball                 | Nat.2    |
| 09 septembre 2017 | Stade de Vanves HB                               | Nat.3    | 24 - 27 | AS Saint-Ouen-l'Aumone HB             | Nat.2    |
| 09 septembre 2017 | US Lagny Montevrain HB                           | Nat.2    | 28 - 24 | Entente Asnières-Colombes-Clichy      | Nat.2    |
| 09 septembre 2017 | Saint-Sébastien Sports                           | Nat.3    | 21 - 36 | Réveil de Nogent HB                   | Nat.2    |
| 09 septembre 2017 | HBC Municipal Saint-Polois                       | Nat.3    | 26 - 18 | Gravelines USHB                       | Nat.2    |
| 09 septembre 2017 | HB Hersin Coupigny                               | Nat.3    | 24 - 35 | Carabiniers de Billy-Montigny         | Nat.2    |
| 09 septembre 2017 | Bogny Handball                                   | Nat.3    | 24 - 28 | Mélantois HB                          | Nat.2    |
| 09 septembre 2017 | Dreux AC                                         | Nat.2    | 27 - 28 | Handball Club Gien Loiret             | Nat.2    |
| 09 septembre 2017 | Pays-Haut Handball                               | Nat.3    | 20 - 24 | Metz Handball                         | Nat.2    |
| 09 septembre 2017 | AS Saint-Brice Courcelles HB                     | Nat.2    | 30 - 29 | Lille Metropole HBC Villeneuve d'Ascq | Nat.2    |
| 09 septembre 2017 | HBC Objat Corrèze                                | Nat.3    | 34 - 26 | Grand Poitiers HB 86                  | Nat.3    |
| 10 septembre 2017 | ASB Rezé Handball                                | Nat.2    | 29 - 24 | CJ Bouguenais Handball                | Nat.2    |
| 09 septembre 2017 | ESS Dieulouard HB                                | Nat.3    | 20 - 26 | Plobsheim                             | Nat.2    |
| 09 septembre 2017 | AL Neuves-Maisons                                | Nat.3    | 21 - 31 | Folschviller                          | Nat.2    |
| 10 septembre 2017 | ASPTT Mulhouse/Rixheim                           | Nat.2    | 25 - 22 | Cernay/Wattwiller HB                  | Nat.2    |
| 10 septembre 2017 | Colmar HC                                        | Nat.3    | 19 - 35 | CS Vesoul Haute-Saône                 | Nat.2    |
| 09 septembre 2017 | CL Marsannay HB                                  | Nat.2    | 30 - 22 | FC Mulhouse                           | Nat.2    |
| 10 septembre 2017 | Marignane HB 96                                  | Nat.3    | 17 - 43 | CS Marseille Provence HB              | Nat.2    |
| 10 septembre 2017 | Chévigny Saint-Sauveur HB                        | Nat.3    | 24 - 25 | ASHBC Chalonnais                      | Nat.2    |
| 10 septembre 2017 | CA Pontarlier HB                                 | Nat.3    | 32 - 34 | ALC Longvic                           | Nat.2    |
| 10 septembre 2017 | Val de Gray HB                                   | Nat.3    | 28 - 33 | HBC Lure Villers                      | Nat.2    |
| 10 septembre 2017 | HBC Talant                                       | Nat.3    | 25 - 37 | Beaune Handball                       | Nat.2    |
| 10 septembre 2017 | US Saint-Egrève HB                               | Nat.3    | 23 - 29 | Annecy Handball                       | Nat.3    |
| 10 septembre 2017 | AS Fontaine Handball                             | Nat.3    | 25 - 30 | HBC Aix En Savoie                     | Nat.2    |
| 09 septembre 2017 | HB Rhone Eyrieux Ardèche                         | Nat.3    | 24 - 30 | AS Lyon Caluire HB                    | Nat.2    |
| 09 septembre 2017 | St Genis Laval ALHB                              | Nat.3    | 25 - 28 | Saint-Flour Handball                  | Nat.2    |
| 09 septembre 2017 | Beaujolais Val de Saône HB                       | Nat.3    | 27 - 48 | CS Annecy Le Vieux HB                 | Nat.2    |
| 10 septembre 2017 | HB Guilherand Granges                            | Nat.3    | 21 - 27 | Vénissieux handball                   | Nat.2    |
| 10 septembre 2017 | HBC Loriol                                       | Nat.3    | 33 - 32 | Vitrolles Handball                    | Nat.2    |
| 08 septembre 2017 | Olympique Antibes Juan-les-Pins HB               | Nat.2    | 34 - 21 | HB Mougins Mouans-Sartoux             | Nat.3    |
| 09 septembre 2017 | Villeneuve Loubet HB                             | Nat.3    | 24 - 27 | AS Monaco HB                          | Nat.2    |
| 10 septembre 2017 | Châteauneuf Handball                             | Nat.3    | 29 - 24 | AS BTP Nice Handball                  | Nat.2    |
| 09 septembre 2017 | Draguignan Var Handball                          | Nat.3    | 30 - 33 | US Crauroise HB                       | Nat.2    |
| 09 septembre 2017 | Handball Corte                                   | Nat.3    | 18 - 28 | GFC Ajaccio HB                        | Nat.2    |
| 09 septembre 2017 | SL Aubigny Moutiers Vendée HB                    | Nat.3    | 24 - 26 | Les Olonnes Vendée HB                 | Nat.3    |
| 09 septembre 2017 | CAPO Limoges HB                                  | Nat.3    | 22 - 28 | Niort Handball Souchéen               | Nat.3    |
| 09 septembre 2017 | U. Girondins Bordeaux Bastide / Floirac Cenon HB | Nat.3    | 29 - 25 | Eysines HBC                           | Nat.3    |
| 09 septembre 2017 | CSA Kremlin-Bicêtre                              | Nat.3    | 36 - 32 | Montfermeil Handball                  | Nat.3    |
| 10 septembre 2017 | Villers Handball                                 | Nat.3    | 23 - 21 | Molsheim                              | Nat.3    |
| 09 septembre 2017 | Paris Sport Club                                 | Nat.3    | 28 - 31 | Le Chesnay Yvelines HB                | Nat.3    |
| 09 septembre 2017 | Bléré Val de Cher HB                             | Nat.3    | 26 - 22 | Saint-Pryvé/Olivet HB                 | Nat.3    |
| 09 septembre 2017 | CS Bourgoin-Jallieu HB                           | Nat.3    | 32 - 26 | Saint-Priest HB                       | Nat.3    |
| 09 septembre 2017 | SMUC Marseille                                   | Nat.3    | 25 - 22 | Miramas HB Ouest Provence             | Nat.3    |
| 09 septembre 2017 | Stella Sports Saint-Maur                         | Nat.3    | 23 - 32 | Rouen 76 Université HB                | Nat.3    |
| 09 septembre 2017 | Mende Gevaudan CHB                               | Nat.3    | 31 - 25 | HBC des Volcans                       | Nat.3    |
| 09 septembre 2017 | Prades Le Lez HB                                 | Nat.3    | 25 - 24 | HBC Teyran                            | Nat.3    |
| 09 septembre 2017 | Entente Plesséenne HB                            | Nat.3    | 28 - 22 | Issy Handball                         | Nat.3    |
| 10 septembre 2017 | Saint-Michel Sports                              | Nat.3    | 29 - 36 | Entente du Thelle                     | Nat.3    |

#### 2etour
| Date              | Club recevant                                    | Division | Score   | Club visiteur                  | Division |
| ----------------- | ------------------------------------------------ | -------- | ------- | ------------------------------ | -------- |
| 30 septembre 2017 | HBC Objat Corrèze                                | Nat.3    | 33 - 34 | ROC Aveyron HB                 | Nat.2    |
| 30 septembre 2017 | U. Girondins Bordeaux Bastide / Floirac Cenon HB | Nat.3    | 32 - 26 | Zibero Sports Tardets          | Nat.2    |
| 30 septembre 2017 | Prades Le Lez HB                                 | Nat.3    | 25 - 29 | AS L'Union Handball            | Nat.2    |
| 1er octobre 2017  | Saint-Nazaire Handball                           | Nat.2    | 33 - 22 | Entente Territoire Charente HB | Nat.2    |
| 30 septembre 2017 | HBC Libourne                                     | Nat.3    | 31 - 28 | Asson Sports                   | Nat.2    |
| 30 septembre 2017 | Niort Handball Souchéen                          | Nat.3    | 36 - 30 | ASPOM Bègles handball          | Nat.2    |
| 30 septembre 2017 | Les Olonnes Vendée HB                            | Nat.3    | 32 - 33 | Hennebont-Lochrist HB          | Nat.2    |
| 30 septembre 2017 | PL Granville HB                                  | Nat.2    | 29 - 27 | AL Loudéac HB                  | Nat.2    |
| 30 septembre 2017 | OHB Sainte-Gemmes-sur-Loire                      | Nat.3    | 25 - 32 | ASB Rezé Handball              | Nat.2    |
| 30 septembre 2017 | CSA Kremlin-Bicêtre                              | Nat.3    | 26 - 27 | AS Saint-Brice Courcelles HB   | Nat.2    |
| 30 septembre 2017 | ASA Maisons-Alfort HB                            | Nat.3    | 30 - 28 | Mélantois HB                   | Nat.2    |
| 30 septembre 2017 | Entente du Thelle                                | Nat.3    | 26 - 31 | Compiègne HBC                  | Nat.2    |
| 30 septembre 2017 | Savigny HB 91                                    | Nat.2    | 26 - 25 | Livry-Gargan handball          | Nat.2    |
| 30 septembre 2017 | Rouen 76 Université HB                           | Nat.3    | 34 - 36 | AS Saint-Ouen-l'Aumone HB      | Nat.2    |
| 28 septembre 2017 | Entente Plesséenne HB                            | Nat.3    | 21 - 26 | US Lagny Montevrain HB         | Nat.2    |
| 1er octobre 2017  | Le Chesnay Yvelines HB                           | Nat.3    | 30 - 40 | Réveil de Nogent HB            | Nat.2    |
| 30 septembre 2017 | HBC Municipal Saint-Polois                       | Nat.3    | 24 - 20 | Carabiniers de Billy-Montigny  | Nat.2    |
| 30 septembre 2017 | Bléré Val de Cher HB                             | Nat.3    | 26 - 43 | Handball Club Gien Loiret      | Nat.2    |
| 1er octobre 2017  | ASPTT Mulhouse/Rixheim                           | Nat.2    | 29 - 30 | CS Vesoul Haute-Saône          | Nat.2    |
| 1er octobre 2017  | Plobsheim                                        | Nat.2    | 28 - 24 | Folschviller                   | Nat.2    |
| 1er octobre 2017  | HBC Lure Villers                                 | Nat.2    | 34 - 31 | CL Marsannay HB                | Nat.2    |
| 30 septembre 2017 | CS Bourgoin-Jallieu HB                           | Nat.3    | 29 - 26 | HBC Aix En Savoie              | Nat.2    |
| 30 septembre 2017 | Villers Handball                                 | Nat.3    | 32 - 31 | Metz Handball                  | Nat.2    |
| 30 septembre 2017 | Vénissieux handball                              | Nat.2    | 27 - 22 | ASHBC Chalonnais               | Nat.2    |
| 30 septembre 2017 | Mende Gevaudan CHB                               | Nat.3    | 30 - 31 | Montélimar/Cruas Handball      | Nat.2    |
| 1er octobre 2017  | Saint-Genis Laval ALHB                           | Nat.3    | 22 - 37 | AS Lyon Caluire HB             | Nat.2    |
| 30 septembre 2017 | ALC Longvic                                      | Nat.2    | 24 - 28 | Beaune Handball                | Nat.2    |
| 30 septembre 2017 | Olympique Antibes Juan-les-Pins HB               | Nat.2    | 28 - 35 | AS Monaco HB                   | Nat.2    |
| 30 septembre 2017 | SMUC Marseille                                   | Nat.3    | 22 - 27 | Gazélec Ajaccio HB             | Nat.2    |
| 30 septembre 2017 | HBC Loriol                                       | Nat.3    | 22 - 33 | CS Marseille Provence HB       | Nat.2    |
| 30 septembre 2017 | Châteauneuf Handball                             | Nat.3    | 25 - 28 | US Crauroise HB                | Nat.2    |
| 30 septembre 2017 | Annecy Handball                                  | Nat.3    | 25 - 31 | CS Annecy Le Vieux HB          | Nat.2    |

#### 3eTour
| Date            | Club recevant                                    | Division | Score   | Club visiteur             | Division |
| --------------- | ------------------------------------------------ | -------- | ------- | ------------------------- | -------- |
| 14 octobre 2017 | U. Girondins Bordeaux Bastide / Floirac Cenon HB | Nat.3    | 34 - 36 | AS L'Union Handball       | Nat.2    |
| 14 octobre 2017 | HBC Libourne                                     | Nat.3    | 35 - 31 | ROC Aveyron HB            | Nat.2    |
| 14 octobre 2017 | Niort HB Souchéen                                | Nat.3    | 32 - 36 | Saint-Nazaire Handball    | Nat.2    |
| 14 octobre 2017 | Handball Club Gien Loiret                        | Nat.2    | 31 - 33 | ASB Rezé Handball         | Nat.2    |
| 14 octobre 2017 | Hennebont-Lochrist HB                            | Nat.2    | 43 - 35 | PL Granville HB           | Nat.2    |
| 14 octobre 2017 | AS Saint-Brice Courcelles HB                     | Nat.2    | 40 - 31 | US Lagny Montevrain HB    | Nat.2    |
| 15 octobre 2017 | Savigny HB 91                                    | Nat.2    | 27 - 23 | AS Saint-Ouen-l'Aumone HB | Nat.2    |
| 14 octobre 2017 | ASA Maisons-Alfort HB                            | Nat.3    | 29 - 25 | Réveil de Nogent HB       | Nat.2    |
| 15 octobre 2017 | HBC Municipal Saint-Polois                       | Nat.3    | 23 - 24 | Compiègne HBC             | Nat.2    |
| 14 octobre 2017 | CS Vesoul Haute-Saône                            | Nat.2    | 38 - 28 | HBC Lure Villers          | Nat.2    |
| 14 octobre 2017 | Villers Handball                                 | Nat.3    | 33 - 32 | Plobsheim                 | Nat.2    |
| 13 octobre 2017 | Beaune Handball                                  | Nat.2    | 26 - 29 | AS Lyon Caluire HB        | Nat.2    |
| 13 octobre 2017 | CS Bourgoin-Jallieu HB                           | Nat.3    | 27 - 29 | Vénissieux handball       | Nat.2    |
| 14 octobre 2017 | CS Annecy Le Vieux HB                            | Nat.2    | 35 - 31 | Montélimar/Cruas Handball | Nat.2    |
| 14 octobre 2017 | US Crauroise HB                                  | Nat.2    | 35 - 30 | CS Marseille Provence HB  | Nat.2    |
| 15 octobre 2017 | AS Monaco HB                                     | Nat.2    | 31 - 36 | Gazélec Ajaccio HB        | Nat.2    |

#### 4eTour
| Date            | Club recevant                  | Division | Score   | Club visiteur                     | Division |
| --------------- | ------------------------------ | -------- | ------- | --------------------------------- | -------- |
| 28 octobre 2017 | Saint-Nazaire Handball         | Nat.2    | 25 - 26 | US Saintes HB                     | Nat.1    |
| 28 octobre 2017 | HBC Libourne                   | Nat.3    | 27 - 30 | Bruges 33 Handball                | Nat.1    |
| 28 octobre 2017 | AS L'Union Handball            | Nat.2    | 24 - 30 | Pau Nousty Sports                 | Nat.1    |
| 27 octobre 2017 | CPB Rennes                     | Nat.1    | 26 - 30 | Lanester HB                       | Nat.1    |
| 28 octobre 2017 | ASB Rezé Handball              | Nat.2    | 36 - 37 | CO Vernouillet HB                 | Nat.1    |
| 28 octobre 2017 | Angers Noyant                  | Nat.1    | 28 - 30 | AC Boulogne-Billancourt           | Nat.1    |
| 28 octobre 2017 | Savigny HB 91                  | Nat.2    | 35 - 27 | ESM Gonfreville-l'Orcher          | Nat.1    |
| 28 octobre 2017 | Compiègne HBC                  | Nat.2    | 29 - 35 | Amiens Picardie Hand              | Nat.1    |
| 28 octobre 2017 | Hennebont-Lochrist HB          | Nat.2    | 32 - 38 | Stade Valeriquais HB              | Nat.1    |
| 28 octobre 2017 | Torcy Handball Marne-la-Vallée | Nat.1    | 30 - 27 | Oissel Rouen MHB                  | Nat.1    |
| 28 octobre 2017 | Hazebrouck HB 71               | Nat.1    | 30 - 29 | Elite Val d'Oise                  | Nat.1    |
| 28 octobre 2017 | AS Saint-Brice Courcelles HB   | Nat.2    | 40 - 30 | Belfort Aire Urbaine Handball     | Nat.1    |
| 28 octobre 2017 | Villers Handball               | Nat.3    | 23 - 27 | Handball Club Sarrebourg          | Nat.1    |
| 28 octobre 2017 | CS Vesoul Haute-Saône          | Nat.2    | 35 - 27 | Strasbourg Schiltigheim AHB       | Nat.1    |
| 28 octobre 2017 | ASA Maisons-Alfort HB          | Nat.3    | 22 - 33 | Épinal HB                         | Nat.1    |
| 28 octobre 2017 | HBC Semur-en-Auxois            | Nat.1    | 35 - 36 | Villeurbanne Handball Association | Nat.1    |
| 28 octobre 2017 | Grenoble SMH GUC               | Nat.1    | 37 - 20 | Saint-Étienne MHB                 | Nat.1    |
| 28 octobre 2017 | AS Lyon Caluire HB             | Nat.2    | 30 - 23 | Valence Handball                  | Nat.1    |
| 28 octobre 2017 | Vénissieux handball            | Nat.2    | 25 - 23 | Villefranche Handball Beaujolais  | Nat.1    |
| 28 octobre 2017 | CS Annecy Le Vieux HB          | Nat.2    | 28 - 27 | Handball Bagnols Gard rhodanien   | Nat.1    |
| 28 octobre 2017 | US Crauroise HB                | Nat.2    | 28 - 30 | Frontignan Thau Handball          | Nat.1    |
| 28 octobre 2017 | Gazélec Ajaccio HB             | Nat.2    | 38 - 23 | Martigues Handball                | Nat.1    |

### Trente-deuxième de finale
Les trente-deuxième de finale marquent l'entrée des clubs de Proligue (D2).
| Date             | Club recevant                     | Division | Score   | Club visiteur                  | Division |
| ---------------- | --------------------------------- | -------- | ------- | ------------------------------ | -------- |
| 18 novembre 2017 | US Saintes HB                     | Nat.1    | 30 – 38 | Chartres MHB 28                | ProLigue |
| 18 novembre 2017 | Pau Nousty Sports                 | Nat.1    | 30 – 31 | Billère Handball               | ProLigue |
| 18 novembre 2017 | Bruges 33 Handball                | Nat.1    | 30 – 33 | Limoges Hand 87                | ProLigue |
| 18 novembre 2017 | Lanester HB                       | Nat.1    | 28 – 27 | JS Cherbourg                   | ProLigue |
| 19 novembre 2017 | Savigny HB 91                     | Nat.2    | 25 – 37 | Saint-Marcel Vernon            | ProLigue |
| 18 novembre 2017 | Hazebrouck HB 71                  | Nat.1    | 25 – 30 | Pontault-Combault Handball     | ProLigue |
| 18 novembre 2017 | Torcy Handball Marne-la-Vallée    | Nat.1    | 29 – 35 | Caen Handball                  | ProLigue |
| 18 novembre 2017 | AC Boulogne-Billancourt           | Nat.1    | 36 – 31 | CO Vernouillet HB              | Nat.1    |
| 18 novembre 2017 | Stade Valeriquais HB              | Nat.1    | 26 – 27 | Amiens Picardie Hand           | Nat.1    |
| 17 novembre 2017 | Handball Club Sarrebourg          | Nat.1    | 32 – 29 | Dijon Métropole Handball       | ProLigue |
| 18 novembre 2017 | CS Vesoul Haute-Saône             | Nat.2    | 30 – 34 | Grand Nancy Métropole Handball | ProLigue |
| 18 novembre 2017 | Épinal HB                         | Nat.1    | 25 – 32 | Grand Besançon DHB             | ProLigue |
| 17 novembre 2017 | Villeurbanne Handball Association | Nat.1    | 23 – 33 | US Créteil                     | ProLigue |
| 18 novembre 2017 | AS Saint-Brice Courcelles HB      | Nat.2    | 23 – 30 | Sélestat Alsace handball       | ProLigue |
| 18 novembre 2017 | AS Lyon Caluire HB                | Nat.2    | 24 – 30 | Cavigal Nice Handball          | ProLigue |
| 18 novembre 2017 | GFC Ajaccio HB                    | Nat.2    | 36 – 29 | Istres Provence Handball       | ProLigue |
| 18 novembre 2017 | Vénissieux handball               | Nat.2    | 31 – 29 | CS Annecy Le Vieux HB          | Nat.2    |
| 18 novembre 2017 | Frontignan Thau Handball          | Nat.1    | 27 – 31 | Grenoble SMH GUC               | Nat.1    |

Parmi les résultats, on peut noter l'élimination de trois clubs de ProLigue par des clubs de divisions inférieures : le GFC Ajaccio HB (club de Nationale 2) a écarté l’Istres Provence Handball (qui a toutefois préféré envoyer son équipe réserve), le Handball Club Sarrebourg (club de Nationale 1) le Dijon Métropole Handball et le Lanester HB (Nat.1) la JS Cherbourg.

### Seizièmes de finale
Les seizièmes de finale, marqués par l'entrée des clubs de Starligue (D1), se dérouleront du 15 au 17 décembre 2017. Deux clubs de Nationale 2, le GFCO Ajaccio HB et le Vénissieux handball, ainsi que cinq clubs de Nationale 1 sont encore en lice.
| Date             | Club recevant                  | Division | Score   | Club visiteur                       | Division |
| ---------------- | ------------------------------ | -------- | ------- | ----------------------------------- | -------- |
| 15 décembre 2017 | Chartres MHB 28                | Div.2    | 45 – 24 | Limoges Hand 87                     | Div.2    |
| 15 décembre 2017 | Billère Handball               | Div.2    | 26 – 23 | Saran Loiret Handball               | Div.1    |
| 15 décembre 2017 | Handball Club Sarrebourg       | Nat.1    | 21 – 31 | Tremblay-en-France Handball         | Div.1    |
| 15 décembre 2017 | Cavigal Nice Handball          | Div.2    | 24 – 31 | Saint-Raphaël Var Handball          | Div.1    |
| 15 décembre 2017 | Pontault-Combault Handball     | Div.2    | 31 – 32 | Cesson Rennes Métropole Handball    | Div.1    |
| 16 décembre 2017 | US Créteil                     | Div .2   | 34 – 35 | Fenix Toulouse Handball             | Div.1    |
| 16 décembre 2017 | AC Boulogne-Billancourt        | Nat.1    | 29 – 34 | Union sportive d'Ivry               | Div.1    |
| 16 décembre 2017 | Grenoble SMH GUC               | Nat.1    | 27 – 38 | Montpellier Handball                | Div.1    |
| 16 décembre 2017 | Caen Handball                  | Div.2    | 23 – 24 | Dunkerque Handball Grand Littoral   | Div.1    |
| 16 décembre 2017 | Amiens Picardie Hand           | Nat.1    | 21 – 23 | Saint-Marcel Vernon                 | Div.2    |
| 16 décembre 2017 | Sélestat Alsace handball       | Div.2    | 28 – 26 | Massy Essonne Handball              | Div.1    |
| 16 décembre 2017 | Vénissieux handball            | Nat.2    | 21 – 46 | USAM Nîmes Gard                     | Div.1    |
| 17 décembre 2017 | Lanester HB                    | Nat.1    | 24 – 42 | HBC Nantes                          | Div.1    |
| 17 décembre 2017 | Grand Nancy Métropole Handball | Div.2    | 27 – 39 | Paris Saint-Germain Handball        | Div.1    |
| 17 décembre 2017 | Grand Besançon DHB             | Div.2    | 25 – 31 | Chambéry Savoie Mont-Blanc Handball | Div.1    |
| 17 décembre 2017 | GFC Ajaccio HB                 | Nat.2    | 30 – 29 | Pays d'Aix Université Club handball | Div.1    |

Parmi les résultats, on peut noter l'élimination du Pays d'Aix UCH par le GFC Ajaccio HB, club de Nationale 2 (4e division). Deux autres clubs de StarLigue sont éliminés par deux clubs de ProLigue : Saran Loiret Handball par le Billère Handball et le Massy Essonne Handball par le Sélestat Alsace handball.

## Tableau final
Il n'y a pas de tirage intégral par tableau, un tirage au sort est effectué pour chaque tour de qualification.
|  | Huitièmes de finale 4 au 10 février 2018 | Huitièmes de finale 4 au 10 février 2018 |                               |         | Quarts de finale 10 et 11 mars 2018 | Quarts de finale 10 et 11 mars 2018 |  |  | Demi-finales 14 et 15 avril 2018 | Demi-finales 14 et 15 avril 2018 |  |  | Finale 5 mai 2018 | Finale 5 mai 2018 |
|  | Huitièmes de finale 4 au 10 février 2018 | Huitièmes de finale 4 au 10 février 2018 |                               |         | Quarts de finale 10 et 11 mars 2018 | Quarts de finale 10 et 11 mars 2018 |  |  | Demi-finales 14 et 15 avril 2018 | Demi-finales 14 et 15 avril 2018 |  |  | Finale 5 mai 2018 | Finale 5 mai 2018 |
|  |                                          |                                          |                               |         |                                     |                                     |  |  |                                  |                                  |  |  |                   |                   |
|  |                                          |                                          |                               |         |                                     |                                     |  |  |                                  |                                  |  |  |                   |                   |
|  |                                          |                                          |                               |         |                                     |                                     |  |  |                                  |                                  |  |  |                   |                   |
|  | US Ivry                                  | 30                                       |                               |         |                                     |                                     |  |  |                                  |                                  |  |  |                   |                   |
|  | US Ivry                                  | 30                                       |                               |         |                                     |                                     |  |  |                                  |                                  |  |  |                   |                   |
|  | Chambéry SMB HB                          | 34                                       |                               |         |                                     |                                     |  |  |                                  |                                  |  |  |                   |                   |
|  | Chambéry SMB HB                          | 34                                       | Chambéry SMB HB               | 34      |                                     |                                     |  |  |                                  |                                  |  |  |                   |                   |
|  |                                          |                                          | Chambéry SMB HB               | 34      |                                     |                                     |  |  |                                  |                                  |  |  |                   |                   |
|  | Saint-Marcel Vernon (D2)                 | 14                                       |                               |         |                                     |                                     |  |  |                                  |                                  |  |  |                   |                   |
|  | Saint-Marcel Vernon (D2)                 | 14                                       | Saint-Marcel Vernon (D2)      | 25      |                                     |                                     |  |  |                                  |                                  |  |  |                   |                   |
|  |                                          |                                          | Saint-Marcel Vernon (D2)      | 25      |                                     |                                     |  |  |                                  |                                  |  |  |                   |                   |
|  | Chartres MHB 28 (D2)                     | 22                                       |                               |         |                                     |                                     |  |  |                                  |                                  |  |  |                   |                   |
|  | Chartres MHB 28 (D2)                     | 22                                       | Chambéry SMB HB               | 24      |                                     |                                     |  |  |                                  |                                  |  |  |                   |                   |
|  |                                          |                                          | Chambéry SMB HB               | 24      |                                     |                                     |  |  |                                  |                                  |  |  |                   |                   |
|  | Paris Saint-Germain                      | 27                                       |                               |         |                                     |                                     |  |  |                                  |                                  |  |  |                   |                   |
|  | Paris Saint-Germain                      | 27                                       | GFC Ajaccio HB (N2)           | 17      |                                     |                                     |  |  |                                  |                                  |  |  |                   |                   |
|  |                                          |                                          | GFC Ajaccio HB (N2)           | 17      |                                     |                                     |  |  |                                  |                                  |  |  |                   |                   |
|  | Paris Saint-Germain                      | 42                                       |                               |         |                                     |                                     |  |  |                                  |                                  |  |  |                   |                   |
|  | Paris Saint-Germain                      | 42                                       | Paris Saint-Germain           | 33      |                                     |                                     |  |  |                                  |                                  |  |  |                   |                   |
|  |                                          |                                          | Paris Saint-Germain           | 33      |                                     |                                     |  |  |                                  |                                  |  |  |                   |                   |
|  | Tremblay-en-France Handball              | 21                                       |                               |         |                                     |                                     |  |  |                                  |                                  |  |  |                   |                   |
|  | Tremblay-en-France Handball              | 21                                       | Tremblay-en-France Handball   | 30      |                                     |                                     |  |  |                                  |                                  |  |  |                   |                   |
|  |                                          |                                          | Tremblay-en-France Handball   | 30      |                                     |                                     |  |  |                                  |                                  |  |  |                   |                   |
|  | Billère Handball (D2)                    | 24                                       |                               |         |                                     |                                     |  |  |                                  |                                  |  |  |                   |                   |
|  | Billère Handball (D2)                    | 24                                       | USAM Nîmes Gard               | 26      |                                     |                                     |  |  |                                  |                                  |  |  |                   |                   |
|  |                                          |                                          | USAM Nîmes Gard               | 26      |                                     |                                     |  |  |                                  |                                  |  |  |                   |                   |
|  |                                          | Paris Saint-Germain                      | 32                            |         |                                     |                                     |  |  |                                  |                                  |  |  |                   |                   |
|  | HBC Nantes                               | Paris Saint-Germain                      | 32                            | 37      |                                     |                                     |  |  |                                  |                                  |  |  |                   |                   |
|  | HBC Nantes                               |                                          |                               | 37      |                                     |                                     |  |  |                                  |                                  |  |  |                   |                   |
|  | Cesson Rennes MHB                        | 16                                       |                               |         |                                     |                                     |  |  |                                  |                                  |  |  |                   |                   |
|  | Cesson Rennes MHB                        | 16                                       | HBC Nantes                    | forfait |                                     |                                     |  |  |                                  |                                  |  |  |                   |                   |
|  |                                          |                                          | HBC Nantes                    | forfait |                                     |                                     |  |  |                                  |                                  |  |  |                   |                   |
|  | USAM Nîmes Gard                          | -                                        |                               |         |                                     |                                     |  |  |                                  |                                  |  |  |                   |                   |
|  | USAM Nîmes Gard                          | -                                        | Sélestat Alsace handball (D2) | 27      |                                     |                                     |  |  |                                  |                                  |  |  |                   |                   |
|  |                                          |                                          | Sélestat Alsace handball (D2) | 27      |                                     |                                     |  |  |                                  |                                  |  |  |                   |                   |
|  | USAM Nîmes Gard                          | 30                                       |                               |         |                                     |                                     |  |  |                                  |                                  |  |  |                   |                   |
|  | USAM Nîmes Gard                          | 30                                       | USAM Nîmes Gard               | 32      |                                     |                                     |  |  |                                  |                                  |  |  |                   |                   |
|  |                                          |                                          | USAM Nîmes Gard               | 32      |                                     |                                     |  |  |                                  |                                  |  |  |                   |                   |
|  | Montpellier Handball                     | 30                                       |                               |         |                                     |                                     |  |  |                                  |                                  |  |  |                   |                   |
|  | Montpellier Handball                     | 30                                       | Dunkerque HGL                 | 22      |                                     |                                     |  |  |                                  |                                  |  |  |                   |                   |
|  |                                          |                                          | Dunkerque HGL                 | 22      |                                     |                                     |  |  |                                  |                                  |  |  |                   |                   |
|  | Montpellier Handball                     | 26                                       |                               |         |                                     |                                     |  |  |                                  |                                  |  |  |                   |                   |
|  | Montpellier Handball                     | 26                                       | Montpellier Handball          | 27      |                                     |                                     |  |  |                                  |                                  |  |  |                   |                   |
|  |                                          |                                          | Montpellier Handball          | 27      |                                     |                                     |  |  |                                  |                                  |  |  |                   |                   |
|  | Saint-Raphaël Var Handball               | 24                                       |                               |         |                                     |                                     |  |  |                                  |                                  |  |  |                   |                   |
|  | Saint-Raphaël Var Handball               | 24                                       | Saint-Raphaël Var Handball    | 39      |                                     |                                     |  |  |                                  |                                  |  |  |                   |                   |
|  |                                          |                                          | Saint-Raphaël Var Handball    | 39      |                                     |                                     |  |  |                                  |                                  |  |  |                   |                   |
|  | Fenix Toulouse Handball                  | 27                                       |                               |         |                                     |                                     |  |  |                                  |                                  |  |  |                   |                   |

### Huitièmes de finale
Les huitièmes de finale se déroulent entre les 4 et 10 février 2018. Le GFCO Ajaccio HB, club de Nationale 2, est le « Petit Poucet » de ce tour.
| Date                   | Club recevant               | Division | Score   | Club visiteur           | Division |
| ---------------------- | --------------------------- | -------- | ------- | ----------------------- | -------- |
| 4 février 2018, 16h00  | Saint-Marcel Vernon         | Div.2    | 25 – 22 | Chartres MHB 28         | Div.2    |
| 7 février 2018, 20h00  | US Ivry                     | Div.1    | 30 – 34 | Chambéry SMB HB         | Div.1    |
| 9 février 2018, 20h45  | Dunkerque HGL               | Div.1    | 22 – 26 | Montpellier Handball    | Div.1    |
| 7 février 2018, 20h00  | Sélestat Alsace handball    | Div.2    | 27 – 30 | USAM Nîmes Gard         | Div.1    |
| 7 février 2018, 20h00  | GFC Ajaccio HB              | Nat.2    | 17 – 42 | Paris Saint-Germain     | Div.1    |
| 7 février 2018, 20h30  | Tremblay-en-France Handball | Div.1    | 30 – 24 | Billère Handball        | Div.2    |
| 10 février 2018, 20h00 | Saint-Raphaël Var Handball  | Div.1    | 39 – 27 | Fenix Toulouse Handball | Div.1    |
| 7 février 2018, 20h30  | HBC Nantes                  | Div.1    | 37 – 16 | Cesson Rennes MHB       | Div.1    |

Aucune surprise sur ce tour, les favoris ayant tenu leur rang.

### Quarts de finale
Les quarts de finale se déroulent entre les 10 et 11 mars 2018. Le Saint-Marcel Vernon (D2) est le seul club n'évoluant pas en Division 1.
| Date                           | Club recevant        | Division | Score           | Club visiteur               | Division |
| ------------------------------ | -------------------- | -------- | --------------- | --------------------------- | -------- |
| 11 mars 2018, 17h30            | Paris Saint-Germain  | Div.1    | 33 – 21         | Tremblay-en-France Handball | Div.1    |
| 11 mars 2018, 17h00            | Montpellier Handball | Div.1    | 27 – 24         | Saint-Raphaël Var Handball  | Div.1    |
| 11 mars 2018, 17h00            | Chambéry SMB HB      | Div.1    | 34 – 14         | Saint-Marcel Vernon         | Div.2    |
| 10 mars 2018, 20h45 non rejoué | HBC Nantes           | Div.1    | 27 – 26 forfait | USAM Nîmes Gard             | Div.1    |

Pour ce tour, la logique est respectée avec 4 victoires à domicile pour la qualification des trois premières équipes du championnat (saisons précédente et en cours) et du Chambéry Savoie Mont-Blanc Handball, facile vainqueur du Saint-Marcel Vernon. Si le Paris Saint-Germain a nettement dominé le Tremblay-en-France Handball (33-21), Montpellier et Nantes ont en revanche dû rester vigilants jusqu'au money-time pour s'imposer à domicile face respectivement à Saint-Raphaël (27-24) et Nîmes (27-26),.
Néanmoins, à l'issue de leur défaite face à Nantes, les Nîmois ont déposé une réserve technique en raison d'un surnombre nantais que ni les arbitres, ni le délégué n'avaient remarqué. Ainsi, la commission des litiges de la Fédération française de handball a décidé que le match doit reprendre à la 49e minute, à 22-23 pour Nîmes et un joueur suspendu 2 minutes pour Nantes. Nantes a fait appel de la décision. Son appel ayant été rejeté et son calendrier étant trop chargé (notamment le huitième de finale retour en Ligue des champions deux jours plus tard), Nantes a déclaré forfait le 29 mars et laisse à l'USAM Nîmes Gard la qualification pour les demi-finales.

### Demi-finales
Les demi-finales se déroulent les 14 et 15 avril 2018 :
| Date            | Club recevant   | Division | Score   | Club visiteur        | Division |
| --------------- | --------------- | -------- | ------- | -------------------- | -------- |
| 14 avril, 18h15 | USAM Nîmes Gard | Div.1    | 32 – 30 | Montpellier Handball | Div.1    |
| 15 avril, 16h00 | Chambéry SMB HB | Div.1    | 24 – 27 | Paris Saint-Germain  | Div.1    |

### Finales
Les finales se déroulent le 5 mai 2018 à l'AccorHotels Arena de Paris, conjointement avec la Coupe de France féminine :
| Date                         | Club recevant                 | Division | Score      | Club visiteur            | Division | Rapports       |
| ---------------------------- | ----------------------------- | -------- | ---------- | ------------------------ | -------- | -------------- |
| Finale départementale, 12h15 | Handball Club Grabellois (34) | ?        | 28 – 29tab | HBC Sautron (44)         | ?        | FFHB, Handzone |
| Finale régionale, 16h15      | Saint-Cyr TAH (37)            | ?        | 27 – 28tab | Rueil Athletic Club (92) | ?        | FFHB, Handzone |
| Finale nationale, 20h45      | USAM Nîmes Gard (30)          | Div.1    | 26 – 32    | Paris Saint-Germain (75) | Div.1    | FFHB, Handzone |

| 5 mai 2018 20h45 | USAM Nîmes Gard | 26 – 32       | Paris Saint-Germain | AccorHotels Arena de Paris Arbitrage : Charlotte et Julie Bonaventura |
| 5 mai 2018 20h45 | Elohim Prandi 6 | (14 – 15)     | Nedim Remili 10     | AccorHotels Arena de Paris Arbitrage : Charlotte et Julie Bonaventura |
| 5 mai 2018 20h45 | ×4 ×3           | FFHB Handzone | ×3 ×7               | AccorHotels Arena de Paris Arbitrage : Charlotte et Julie Bonaventura |

Statistiques
| Joueurs                 | Buts   | Buts   | Buts   | PD | In | Bp | 2min |
| Joueurs                 | Ch.    | 7 m    | Tot    | PD | In | Bp | 2min |
| ----------------------- | ------ | ------ | ------ | -- | -- | -- | ---- |
| Elohim Prandi           | 6/11   | 0/0    | 6/11   | 1  | 0  | 3  | 1    |
| Tomi Vozab              | 0/0    | 4/4    | 4/4    | 0  | 0  | 0  | 0    |
| Julien Rebichon         | 3/3    | 0/0    | 3/3    | 1  | 0  | 1  | 0    |
| Benjamin Gallego        | 3/3    | 0/0    | 3/3    | 0  | 0  | 2  | 0    |
| Hichem Kaabeche         | 3/5    | 0/0    | 3/5    | 0  | 0  | 0  | 0    |
| Mohammad Sanad          | 2/4    | 0/0    | 2/4    | 0  | 0  | 0  | 0    |
| Luc Tobie               | 2/5    | 0/0    | 2/5    | 1  | 0  | 0  | 0    |
| Quentin Dupuy           | 2/6    | 0/0    | 2/6    | 1  | 1  | 3  | 0    |
| Rémi Salou              | 1/1    | 0/0    | 1/1    | 0  | 0  | 2  | 1    |
| Jéremy Suty             | 0/1    | 0/0    | 0/1    | 0  | 0  | 0  | 0    |
| Ásgeir Örn Hallgrímsson | 0/0    | 0/0    | 0/0    | 0  | 0  | 1  | 0    |
| O'Brian Nyateu          | 0/0    | 0/0    | 0/0    | 0  | 0  | 0  | 1    |
| Steven Georges          | 0/0    | 0/0    | 0/0    | 0  | 0  | 0  | 0    |
| Yvan Gérard             | 0/0    | 0/0    | 0/0    | 0  | 0  | 0  | 0    |
| Total                   | 22/39  | 4/4    | 26/43  | 4  | 1  | 12 | 3    |
| Gardiens                | Arrêts | Arrêts | Arrêts | PD | In | Bp | 2min |
| Gardiens                | Ch.    | 7 m    | Tot.   | PD | In | Bp | 2min |
| Rémi Desbonnet          | 12/41  | 0/3    | 12/44  | 0  | 0  | 1  | 0    |
| Téodor Paul             | 0/0    | 0/0    | 0/0    | 0  | 0  | 0  | 0    |
| Total                   | 12/41  | 0/3    | 12/44  | 4  | 1  | 13 | 3    |

| Joueurs          | Buts   | Buts   | Buts   | PD | In | Bp | 2min |
| Joueurs          | Ch.    | 7 m    | Tot    | PD | In | Bp | 2min |
| ---------------- | ------ | ------ | ------ | -- | -- | -- | ---- |
| Nedim Remili     | 10/16  | 0/0    | 10/16  | 0  | 1  | 1  | 0    |
| Mikkel Hansen    | 5/7    | 3/3    | 8/10   | 0  | 0  | 2  | 2    |
| Luc Abalo        | 3/3    | 0/0    | 3/3    | 0  | 0  | 0  | 0    |
| Benoît Kounkoud  | 3/4    | 0/0    | 3/4    | 0  | 0  | 1  | 0    |
| Jesper Nielsen   | 3/4    | 0/0    | 3/4    | 0  | 0  | 1  | 1    |
| Nikola Karabatic | 3/6    | 0/0    | 3/6    | 1  | 0  | 0  | 2    |
| Luka Stepančić   | 1/1    | 0/0    | 1/1    | 0  | 0  | 0  | 0    |
| Uwe Gensheimer   | 1/3    | 0/0    | 1/3    | 0  | 1  | 0  | 0    |
| Sander Sagosen   | 0/2    | 0/0    | 0/2    | 0  | 0  | 2  | 0    |
| Henrik Møllgaard | 0/0    | 0/0    | 0/0    | 0  | 0  | 2  | 2    |
| Daniel Narcisse  | 0/0    | 0/0    | 0/0    | 0  | 0  | 1  | 0    |
| Adama Keïta      | 0/0    | 0/0    | 0/0    | 0  | 0  | 0  | 0    |
| Édouard Kempf    | 0/0    | 0/0    | 0/0    | 0  | 0  | 0  | 0    |
| Dylan Nahi       | 0/0    | 0/0    | 0/0    | 0  | 0  | 0  | 0    |
| Total            | 29/46  | 3/3    | 32/49  | 1  | 2  | 10 | 7    |
| Gardiens         | Arrêts | Arrêts | Arrêts | PD | In | Bp | 2min |
| Gardiens         | Ch.    | 7 m    | Tot.   | PD | In | Bp | 2min |
| Rodrigo Corrales | 8/22   | 0/2    | 8/24   | 0  | 0  | 0  | 0    |
| Thierry Omeyer   | 0/8    | 0/2    | 0/10   | 0  | 0  | 0  | 0    |
| Total            | 8/30   | 0/4    | 8/34   | 1  | 2  | 10 | 7    |

Abréviations
| - Buts/Arrêts - Ch. : dans le champ - 7 m : sur jets de 7 mètres - Tot. : total | - PD : passes décisives - In : interceptions - Bp : ballon perdu - 2min : exclusions temporaires |

## Nombre d'équipes par division et par tour
| Divisions / Manches | Tour prél.   | 1er tour     | 2e tour      | 3e tour      | 4e tour      | 32e de finale | 16e de finale | 8e de finale | 1/4 de finale | Demi- finales | Finale |
| ------------------- | ------------ | ------------ | ------------ | ------------ | ------------ | ------------- | ------------- | ------------ | ------------- | ------------- | ------ |
| Starligue 4 clubs   | non présents | non présents | non présents | non présents | non présents | non présents  | 14            | 11           | 7             | 4             | 2      |
| Proligue 0 club     | non présents | non présents | non présents | non présents | non présents | 14            | 11            | 4            | 1             | 0             | 0      |
| Nationale 1 0 clubs | non présents | non présents | non présents | non présents | 28           | 15            | 5             | 0            | 0             | 0             | 0      |
| Nationale 2 0 clubs | non présents | 57           | 42           | 25           | 13           | 7             | 2             | 1            | 0             | 0             | 0      |
| Nationale 3 0 clubs | 28           | 70           | 22           | 7            | 3            | 0             | 0             | 0            | 0             | 0             | 0      |
| Total               | 141          | 127          | 64           | 32           | 44           | 36            | 32            | 16           | 8             | 4             | 2      |